# Högsby (Gemeinde)
Koordinaten: 57° 10′ N, 16° 2′ O

Högsby ist eine Gemeinde (schwedisch kommun) in der schwedischen Provinz Kalmar län und der historischen Provinz Småland. Der Hauptort der Gemeinde ist Högsby.

## Politik
Der Gemeinderat (schwedisch kommunfullmäktige) hat in der Mandatperiode 2022–2026 folgendes Wahlergebnis und die sich daraus ergebende Mandatsverteilung:
| Partei                   | Stimmenanteil | +/− %p | Mandate | +/− |
| ------------------------ | ------------- | ------ | ------- | --- |
| Socialdemokraterna       | 30,54 %       | − 2,41 | 10      | − 2 |
| Sverigedemokraterna      | 21,68 %       | − 0,73 | 7       | − 1 |
| Centerpartiet            | 16,13 %       | − 3,98 | 5       | − 2 |
| Kristdemokraterna        | 15,64 %       | + 6,62 | 5       | + 2 |
| Moderata Samlingspartiet | 10,97 %       | + 0,04 | 3       | − 1 |
| Vänsterpartiet           | 3,70 %        | + 0,35 | 1       | ± 0 |
| Miljöpartiet de gröna    | 0,44 %        | − 0,14 | 0       | –   |
| Liberalerna              | 0,32 %        | − 0,12 | 0       | –   |
| KUSTLANDSPARTIET         | 0,29 %        | –      | 0       | –   |

## Sehenswürdigkeiten
Im Ort Fågelfors gibt es ein Museum mit Ausstellungen über nostalgisches Spielzeug sowie über den Theaterschauspieler und Sänger Ernst Rolf.

## Orte
Folgende Orte sind Ortschaften (tätorter):
- Berga
- Fagerhult
- Fågelfors
- Högsby
- Ruda